# BQL
BQL (Pronunciada como: Be Cool en español: Ser Cool) es una banda de pop eslovena formada por los hermanos Rok Piletič (voz y teclados) y Anej Piletič (voz y guitarra) en 2016. Saltaron a la fama con su cover de la canción «Ledena» de la banda Siddharta. Previamente ya habían participado en la edición eslovena del popular concurso Got Talent, en donde Anej Piletič llegó a las semifinales de la cuarta temporada celebrada en 2014.
En junio de 2016, bajo el nombre de BQL, publicaron su primer sencillo, titulado «Muza». La canción fue un éxito total en Eslovenia, alcanzando la segunda posición en la tabla de certificaciones del país, la SloTop50. La joven banda fue apadrinada por Aleš Vovk y Maraaya para participar en el Evrovizijska Melodija y poder representar a Eslovenia en el Festival de la Canción de Eurovisión de 2017 con la canción «Heart of Gold», cayendo en la final frente a Omar Naber y su propuesta para el nuevo certamen titulado «On My Way» a pesar de que su propuesta arrasó en el televoto con 13.134 llamadas y mensajes del público mientras Omar Naber consiguió 5.165. Aun así el sencillo «Heart of Gold» alcanzó el número uno por varias semanas en Eslovenia y se convirtió en un éxito en los balcanes cosechando un éxito mayor que más tarde fue seguido por el sencillo «It's Complicated» de Maraaya donde son artistas invitados.

## Discografía

### Álbumes
| Título | Año  | Clasificación en las listas | Álbum              |
| Título | Año  | SLO                         | Álbum              |
| --- | ---- | --------------------------- | ------------------ |
| "White Christmas / Bel božič" (Maraaya & BQL & Nika Zorjan & Manca Špik & Luka Basi & Klara Jazbec & Ula) | 2017 | 31                          | Sencillos no-álbum |

### Sencillos
| Título                                   | Año  | Clasificación en las listas | Certificaciones |
| Título                                   | Año  | SLO                         | Certificaciones |
| ---------------------------------------- | ---- | --------------------------- | --------------- |
| "Muza"                                   | 2016 | 1                           | —               |
| "Heart of Gold"                          | 2017 | 1                           | —               |
| "Sjaj" (ft. Maraaya)                     | 2017 | —                           | —               |
| "It's Complicated" (ft. Maraaya)         | 2017 | 9                           | —               |
| "Ni predaje, ni umika" (ft. Nika Zorjan) | 2017 | 6                           | —               |
| "Zimska"                                 | 2018 | 40                          | —               |
| "Promise"                                | 2018 | 11                          | —               |
| "Vroče" (ft. S.I.T.)                     | 2018 | 5                           | —               |
| "Peru"                                   | 2018 | 12                          | —               |
| "Ko je ni"                               | 2019 | 40                          | —               |
| "Na Vrhu"                                | 2019 | —                           | —               |